# Dichaetomyia
Dichaetomyia este un gen de muște din familia Muscidae.

## Specii[1]
- Dichaetomyia acrostichalis
- Dichaetomyia albiceps
- Dichaetomyia albivitta
- Dichaetomyia albolineata
- Dichaetomyia alterna
- Dichaetomyia analis
- Dichaetomyia antennata
- Dichaetomyia apicalis
- Dichaetomyia ardesiaca
- Dichaetomyia armata
- Dichaetomyia arrogans
- Dichaetomyia aseta
- Dichaetomyia atratula
- Dichaetomyia aurantiaca
- Dichaetomyia aureomarginata
- Dichaetomyia australis
- Dichaetomyia baruai
- Dichaetomyia basialaris
- Dichaetomyia berastagi
- Dichaetomyia bibax
- Dichaetomyia bicolor
- Dichaetomyia bifasciata
- Dichaetomyia bilimbata
- Dichaetomyia biplaga
- Dichaetomyia bisetosa
- Dichaetomyia bistriata
- Dichaetomyia breviseta
- Dichaetomyia brunhesi
- Dichaetomyia brunneipennis
- Dichaetomyia brunneitibia
- Dichaetomyia brunneofemorata
- Dichaetomyia buruensis
- Dichaetomyia canivitta
- Dichaetomyia carolina
- Dichaetomyia caucasica
- Dichaetomyia celebesiensis
- Dichaetomyia centralis
- Dichaetomyia chitowanensis
- Dichaetomyia cilifemur
- Dichaetomyia ciliscutellaris
- Dichaetomyia claripennis
- Dichaetomyia coerulea
- Dichaetomyia cognata
- Dichaetomyia collessi
- Dichaetomyia colorata
- Dichaetomyia comorensis
- Dichaetomyia conformis
- Dichaetomyia consors
- Dichaetomyia contraria
- Dichaetomyia convergens
- Dichaetomyia crassirostris
- Dichaetomyia curvimedia
- Dichaetomyia curvivena
- Dichaetomyia cuthberstoni
- Dichaetomyia dasiomma
- Dichaetomyia deceptiva
- Dichaetomyia defectiva
- Dichaetomyia demens
- Dichaetomyia devia
- Dichaetomyia dichaeta
- Dichaetomyia dimidiata
- Dichaetomyia distanti
- Dichaetomyia distincta
- Dichaetomyia dorsocentralis
- Dichaetomyia doubleti
- Dichaetomyia dubia
- Dichaetomyia edwardsiana
- Dichaetomyia elegans
- Dichaetomyia emdeni
- Dichaetomyia fasciculifera
- Dichaetomyia fasciventris
- Dichaetomyia femoralis
- Dichaetomyia femorata
- Dichaetomyia ferrari
- Dichaetomyia flabellifera
- Dichaetomyia flavibasis
- Dichaetomyia flavicoxa
- Dichaetomyia flavida
- Dichaetomyia flavipalpis
- Dichaetomyia flavocuadata
- Dichaetomyia flavohirta
- Dichaetomyia flavoscutellata
- Dichaetomyia floresiensis
- Dichaetomyia frontata
- Dichaetomyia fulva
- Dichaetomyia fulvitarsis
- Dichaetomyia fulviventris
- Dichaetomyia fulvoapicata
- Dichaetomyia fulvohirta
- Dichaetomyia fumaria
- Dichaetomyia fumicosta
- Dichaetomyia fumipennis
- Dichaetomyia fumisquama
- Dichaetomyia fuscitibia
- Dichaetomyia fusciventris
- Dichaetomyia fuscodorsata
- Dichaetomyia fusconota
- Dichaetomyia gandakiensis
- Dichaetomyia gentilis
- Dichaetomyia gibbinsi
- Dichaetomyia gilvicornis
- Dichaetomyia graueri
- Dichaetomyia guirii
- Dichaetomyia handschini
- Dichaetomyia hargreavesorum
- Dichaetomyia harlekini
- Dichaetomyia helinaeformis
- Dichaetomyia heterocnemis
- Dichaetomyia heteromma
- Dichaetomyia himalayensis
- Dichaetomyia hirta
- Dichaetomyia holoxantha
- Dichaetomyia humeralis
- Dichaetomyia immaculiventris
- Dichaetomyia impar
- Dichaetomyia incerta
- Dichaetomyia indica
- Dichaetomyia inflaciliola
- Dichaetomyia insularis
- Dichaetomyia isolata
- Dichaetomyia japonica
- Dichaetomyia johannis
- Dichaetomyia kairatuensis
- Dichaetomyia keiseri
- Dichaetomyia kuglini
- Dichaetomyia laccata
- Dichaetomyia lacustris
- Dichaetomyia lalat
- Dichaetomyia latat
- Dichaetomyia latifrons
- Dichaetomyia latistriata
- Dichaetomyia leucoceros
- Dichaetomyia leucorhina
- Dichaetomyia liberia
- Dichaetomyia lombkoensis
- Dichaetomyia longiseta
- Dichaetomyia lucida
- Dichaetomyia luteiventris
- Dichaetomyia macfiei
- Dichaetomyia maculiventris
- Dichaetomyia madagascariensis
- Dichaetomyia makassarensis
- Dichaetomyia malayana
- Dichaetomyia mallochi
- Dichaetomyia manca
- Dichaetomyia mariana
- Dichaetomyia matilei
- Dichaetomyia maumerensis
- Dichaetomyia mayottensis
- Dichaetomyia mediocris
- Dichaetomyia megophthalma
- Dichaetomyia melanotela
- Dichaetomyia melanoteloides
- Dichaetomyia mellea
- Dichaetomyia mohelii
- Dichaetomyia monticola
- Dichaetomyia neavei
- Dichaetomyia neboissi
- Dichaetomyia nebulosa
- Dichaetomyia necessaria
- Dichaetomyia nigra
- Dichaetomyia nigricauda
- Dichaetomyia nigridorsata
- Dichaetomyia nigripalpis
- Dichaetomyia nigripes
- Dichaetomyia nigrisquama
- Dichaetomyia nigrita
- Dichaetomyia nigriventris
- Dichaetomyia nigrolineata
- Dichaetomyia nigroscuta
- Dichaetomyia nitidiventris
- Dichaetomyia noongensis
- Dichaetomyia norrisi
- Dichaetomyia nudinervis
- Dichaetomyia pahangensis
- Dichaetomyia palinervoides
- Dichaetomyia pallens
- Dichaetomyia pallicornis
- Dichaetomyia pallidorsis
- Dichaetomyia pallidula
- Dichaetomyia pallitarsis
- Dichaetomyia palpiaurantiaca
- Dichaetomyia paramacfiei
- Dichaetomyia parimpar
- Dichaetomyia parviseta
- Dichaetomyia pectinipes
- Dichaetomyia pendleburyi
- Dichaetomyia peroe
- Dichaetomyia persimilis
- Dichaetomyia phaeocnemis
- Dichaetomyia picea
- Dichaetomyia pilifemur
- Dichaetomyia pilinervis
- Dichaetomyia polita
- Dichaetomyia prolixa
- Dichaetomyia pseudosordida
- Dichaetomyia quadrata
- Dichaetomyia quadripunctata
- Dichaetomyia rangeri
- Dichaetomyia reversa
- Dichaetomyia rigidiseta
- Dichaetomyia rota
- Dichaetomyia rufaeformis
- Dichaetomyia rufescens
- Dichaetomyia ruficoxa
- Dichaetomyia russelli
- Dichaetomyia sabroskyi
- Dichaetomyia saperoi
- Dichaetomyia sartoria
- Dichaetomyia savaii
- Dichaetomyia scutellaris
- Dichaetomyia scutellata
- Dichaetomyia sellata
- Dichaetomyia semifumosa
- Dichaetomyia semimutata
- Dichaetomyia semipellucida
- Dichaetomyia seniorwhitei
- Dichaetomyia serena
- Dichaetomyia serens
- Dichaetomyia setifemur
- Dichaetomyia setulipes
- Dichaetomyia seyrigi
- Dichaetomyia shichitoensis
- Dichaetomyia significans
- Dichaetomyia simulans
- Dichaetomyia singhi
- Dichaetomyia soror
- Dichaetomyia spinuligera
- Dichaetomyia splendida
- Dichaetomyia strigilata
- Dichaetomyia subpellucens
- Dichaetomyia subumbrosa
- Dichaetomyia suffusa
- Dichaetomyia sumatrana
- Dichaetomyia surgens
- Dichaetomyia tamil
- Dichaetomyia taveuniana
- Dichaetomyia tenuis
- Dichaetomyia terraereginae
- Dichaetomyia testaceiventris
- Dichaetomyia thapai
- Dichaetomyia tricolorata
- Dichaetomyia tristis
- Dichaetomyia trukensis
- Dichaetomyia ugandana
- Dichaetomyia umbrosa
- Dichaetomyia unicolor
- Dichaetomyia uniformis
- Dichaetomyia varicauda
- Dichaetomyia varicolor
- Dichaetomyia varipalpis
- Dichaetomyia watasei
- Dichaetomyia ventrosa
- Dichaetomyia vicaria
- Dichaetomyia vietnamensis
- Dichaetomyia vittata
- Dichaetomyia vitticollis
- Dichaetomyia vittithorax
- Dichaetomyia vumbana
- Dichaetomyia xanthodorsalis
- Dichaetomyia xanthopleuris
- Dichaetomyia yapensis
- Dichaetomyia zielkei